# Bamra madagascariensis
Bamra madagascariensis là một loài bướm đêm trong họ Noctuidae.